# Elham Kakoli
Elham Kakoli (persisch الهام کاکولی; * 5. Mai 1987) ist eine ehemalige iranische Leichtathletin, die sich auf den Sprint spezialisiert hat.

## Sportliche Laufbahn
Erste internationale Erfahrungen sammelte Elham Kakoli im Jahr 2018, als sie bei den Hallenasienmeisterschaften in Teheran in 56,74 s den vierten Platz im 400-Meter-Lauf belegte und mit der iranischen 4-mal-400-Meter-Staffel in 3:51,39 min die Silbermedaille hinter dem kasachischen Team gewann. Im August nahm sie an den Asienspielen in Jakarta teil und schied dort mit 25,12 s in der ersten Runde im 200-Meter-Lauf aus.
In den Jahren 2018 und 2019 wurde Kakoli iranische Meisterin im 200-Meter-Lauf.

## Persönliche Bestleistungen
- 200 Meter: 25,64 s (−0,4 m/s), 5. September 2021 in Teheran
- 400 Meter: 54,78 s, 5. September 2017 in Teheran
  - 400 Meter (Halle): 55,73 s, 5. Januar 2018 in Teheran